# Nunasjärvi (sjö i Finland)
Nunasjärvi är en sjö i Finland. Den ligger i kommunen Enontekis i landskapet Lappland, i den norra delen av landet, 900 km norr om huvudstaden Helsingfors. Nunasjärvi ligger 301,9 meter över havet. Arean är 39,4 hektar och strandlinjen är 4,35 kilometer lång. Sjön  ingår i Torne älvs huvudavrinningsområde. 